# 유엔 안전 보장 이사회 결의 제603호
유엔 안전 보장 이사회 결의 제603호는 1987년 11월 25일 만장일치로 채택되었다. 유엔 교전중지 감시군에 관한 사무총장의 보고서를 심의하였다. 안전 보장 이사회는 중동에서 지속 가능하고 공정한 평화를 구축하려는 노력을 평가, 역내 긴장 상태에 대해 우려를 표명하였다.
결의안의 주요 내용은 관련 당사국들에게 유엔 안전 보장 이사회 결의 제338호를 즉각 이행할 것을 촉구하고, 감시군의 임무를 1988년 5월 31일까지 6개월 더 연장하는 것이다. 또한 사무총장에게 해당 기간이 끝나면 상황에 대한 보고서를 제출할 것을 요청하였다.

## 같이 보기
- 아랍-이스라엘 분쟁
- 골란고원
- 유엔 안전 보장 이사회 결의 제601 ~ 700호 목록